# Tanasis Kolitsidakis
Tanasis Kolitsidakis (gr. Θανάσης Κολιτσιδάκης, ur. 20 listopada 1966 w Salonikach) – grecki piłkarz grający na pozycji obrońcy.

## Kariera klubowa
Karierę piłkarską Kolitsidakis rozpoczął w klubie Apollon Smyrnis, mającego siedzibę w stolicy kraju, Atenach. W sezonie 1988/1989 zadebiutował w jego barwach w pierwszej lidze greckiej i w pierwszym sezonie stał się jego podstawowym zawodnikiem. Piłkarzem Apollonu był przez 5,5 roku, jednak nie odniósł znaczących sukcesów.
Na początku 1994 roku Kolitsidakis przeszedł do Panathinaikosu Ateny. W latach 1994–1995 dwukrotnie z rzędu zdobywał Puchar Grecji. W 1995 roku został też po raz pierwszy w karierze mistrzem Grecji, a w 1996 - po raz drugi. W 1996 roku dotarł z Panathinaikosem do półfinału Pucharu Mistrzów. W 1998 roku wywalczył z Panathinaikosem wicemistrzostwo Grecji.
Po tamtym sukcesie, latem 1998, Kolitsidakis wrócił do Apollonu Smyrnis, w którym grał przez jeden sezon. W 1999 roku odszedł do OFI Kreta, w którym grał do końca swojej kariery, czyli do 2005 roku.
| Sezon   | Klub             | Kraj   | Rozgrywki     | Mecze | Bramki |
| ------- | ---------------- | ------ | ------------- | ----- | ------ |
| 1988/89 | Apollon Smyrnis  | Grecja | Alpha Ethniki | 18    | 0      |
| 1989/90 | Apollon Smyrnis  | Grecja | Alpha Ethniki | 29    | 0      |
| 1990/91 | Apollon Smyrnis  | Grecja | Alpha Ethniki | 31    | 1      |
| 1991/92 | Apollon Smyrnis  | Grecja | Alpha Ethniki | 31    | 0      |
| 1992/93 | Apollon Smyrnis  | Grecja | Alpha Ethniki | 27    | 1      |
| 1993/94 | Apollon Smyrnis  | Grecja | Alpha Ethniki | 10    | 0      |
| 1993/94 | Panathinaikos AO | Grecja | Alpha Ethniki | 10    | 0      |
| 1994/95 | Panathinaikos AO | Grecja | Alpha Ethniki | 26    | 0      |
| 1995/96 | Panathinaikos AO | Grecja | Alpha Ethniki | 18    | 0      |
| 1996/97 | Panathinaikos AO | Grecja | Alpha Ethniki | 27    | 1      |
| 1997/98 | Panathinaikos AO | Grecja | Alpha Ethniki | 24    | 0      |
| 1998/99 | Apollon Smyrnis  | Grecja | Alpha Ethniki | 14    | 0      |
| 1999/00 | OFI Kreta        | Grecja | Alpha Ethniki | 29    | 1      |
| 2000/01 | OFI Kreta        | Grecja | Alpha Ethniki | 25    | 0      |
| 2001/02 | OFI Kreta        | Grecja | Alpha Ethniki | 20    | 0      |
| 2002/03 | OFI Kreta        | Grecja | Alpha Ethniki | 27    | 0      |
| 2003/04 | OFI Kreta        | Grecja | Alpha Ethniki | 0     | 0      |
| 2004/05 | OFI Kreta        | Grecja | Alpha Ethniki | 19    | 0      |

## Kariera reprezentacyjna
W reprezentacji Grecji Kolitsidakis zadebiutował 25 marca 1992 roku w wygranym 3:1 towarzyskim spotkaniu z Cyprem. W 1994 roku został powołany przez selekcjonera Alkietasa Panaguliasa do kadry na Mistrzostwa Świata w USA. Tam wystąpił w jednym spotkaniu, przegranym 0:4 z Argentyną, który był jego ostatnim w reprezentacji. Łącznie w kadrze narodowej rozegrał 13 meczów.